# Wilhelm Ferdinand Lipper

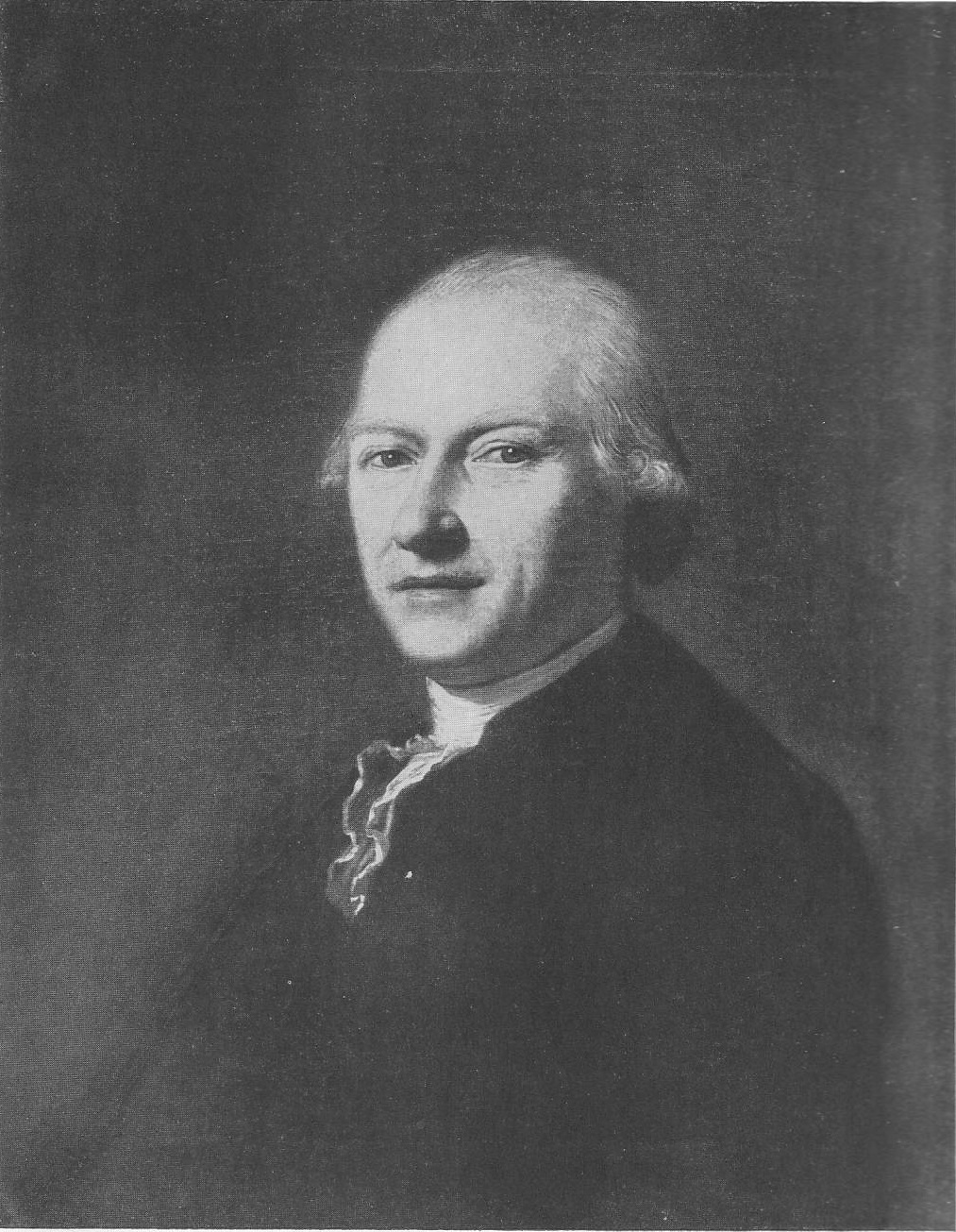
Wilhelm Ferdinand Lipper

Wilhelm Ferdinand Lipper (* 28. April 1733 in Münster; † 29. Oktober 1800 in Nürnberg) war ein deutscher Architekt. Er gilt als bedeutender Vertreter des Klassizismus in Deutschland.

## Leben und Werk
Die Vorfahren von Wilhelm Ferdinand Lipper lebten in Rüthen, welches damals bekannt war durch den Rüthener Sandstein.  Wilhelm Ferdinands Vater, Johann Bernhard Lipper, war Oberkriegskommissar des Fürstbischofs von Münster. Seine Mutter, Maria Hermine Theodora, war die Tochter des bekannten münsterschen Baumeisters Gottfried Laurenz Pictorius. Der Großvater von Wilhelm Ferdinand, Johann Jodocus Lipper, Geheimsekretär des Fürstbischofs Friedrich Christian von Plettenberg wurde am 4. Februar 1652 in Rüthen geboren.
Lipper absolvierte zunächst eine theologische Ausbildung und wurde Kanoniker in Fritzlar, Minden und Vechta. Nach dem Tod von Johann Conrad Schlaun wurde er im Jahr 1774 mit der Fortführung der Bauarbeiten am Münsterschen Schloss und der Vervollständigung der Innenausstattung beauftragt. Ein von ihm bereits 1772 vorgelegter Entwurf zur klassizistischen Adaptierung auch des Außenbaus fand keine Berücksichtigung. Nach seinen Entwürfen entstanden vor allem die Eingangshalle, das Treppenhaus und der Festsaal in klassizistischen Formen, wofür er in seiner Zeit viel Lob und Anerkennung erhielt. Unter Fürstbischof Maximilian Franz von Österreich wurden die Arbeiten ab 1784 jedoch nur reduziert weitergeführt und schließlich ganz eingestellt. Die von Lipper entworfenen Teile des Innenausbaus sind nicht erhalten.
Auf Veranlassung des münsterischen Staatsministers Franz von Fürstenberg führte Lipper 1773 bis 1776 den Umbau der städtischen Fleischhalle zu einem Komödienhaus durch (1894 abgebrochen). Dem Baukörper wurde eine repräsentative klassische Tempelfassade mit dorischen Säulen und einem Dreiecksgiebel vorgesetzt.

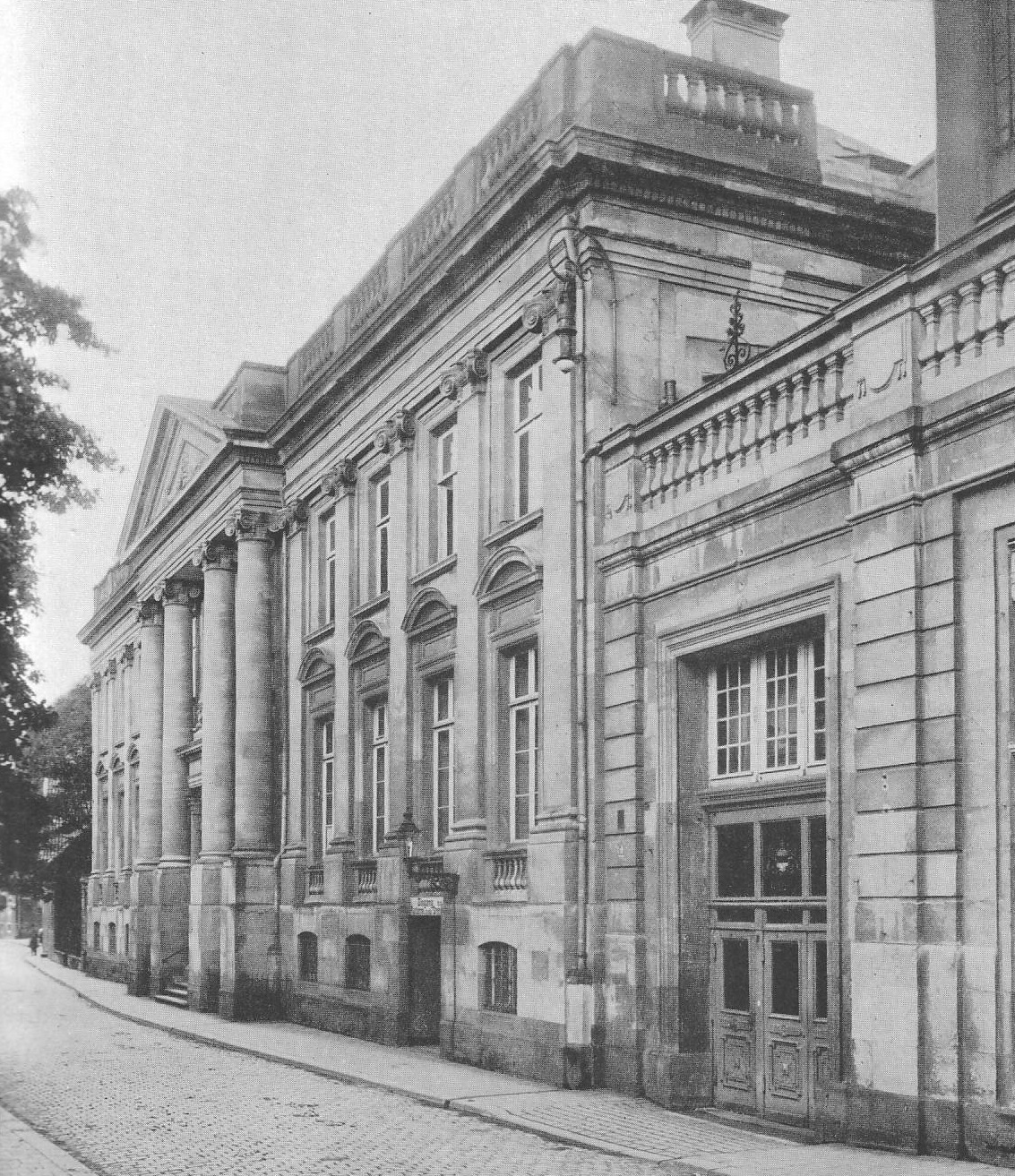
Front des Romberger Hofes

Im Jahre 1777 wurde Lipper zum Oberlandbaudirektor mit einem festen Gehalt von 500 Reichstalern ernannt. Ein Jahr später errichtete er an der Wallpromenade zwei Torhäuser am Maxtor. Er wurde zum gefragten Architekten des Adels; zu seinen Entwürfen zählen die nicht verwirklichten Umbaupläne des Schlosses Wocklum sowie 1779 der Romberger Hof in Münster, der teilweise als Ruine in den Neubau des Stadttheaters Münster integriert wurde. Straßenseitig erhielt das Bauwerk eine durch Pilaster und einen viersäuligen Mittelrisalit reich gegliederte Fassade ähnlich der des 1769 bis 1779 von Simon Louis du Ry errichteten Fridericianum in Kassel, während die Gartenfassade auf das vereinfachte Lisenensystem wie bei Schlaun zurückgriff. Auch beim Neubau des Gymnasiums Paulinum in Münster 1788 (1945 zerstört) entwarf Lipper eine von einem Dreiecksgiebel bekrönte Fassade, die sich in ihrer flachen Lisenenstruktur Gestaltungsprinzipien von Johann Conrad Schlaun rezipiert.
Im Jahre 1790 übernahm Lipper den Bau der 1785 von Franz Ignaz Michael Neumann begonnenen Deutschordenskirche St. Elisabeth in Nürnberg, die er nach Niederlegung der bereits ausgeführten Teile nach eigenen Entwürfen errichtete. Vor Fertigstellung des Kirchenbaus 1802 verstarb er in Nürnberg.
Clemens Lipper (1742–1813), ein jüngerer Bruder von Wilhelm Ferdinand, war ebenfalls Geistlicher und Architekt. Er lebte als Kanoniker in Osnabrück und Münster.
Zu Lippers bekanntesten Schülern zählen die Brüder Clemens August und Adolph von Vagedes sowie August Reinking, den er auch in seinem Testament bedachte.